# Vie (rivière)
Pour les articles homonymes, voir Vie (homonymie).
La Vie est une rivière de Normandie, dans les deux départements de l'Orne et du Calvados, principal affluent droit de la Dives.

## Géographie
Elle prend sa source dans le pays d'Auge au nord-ouest de Gacé dans le département de l'Orne. Son cours, globalement orienté nord/nord-ouest, la conduit à arroser Vimoutiers et Livarot, puis à recevoir les deux Viette (une à Vimoutiers et l'autre à Mézidon), la Monne et l'Algot avant de confluer avec la Dives dans les marais à l'ouest de Cambremer (département du Calvados), après un parcours de 66,9 kilomètres entre pays d'Auge et plaine de Caen.

### Communes et cantons traversés
Dans les deux départements du Calvados et de l'Orne, la Vie traverse les vingt-neuf communes suivantes, de Grandchamp-le-Château, Le Mesnil-Simon, Le Mesnil-Mauger, Saint-Julien-le-Faucon, Coupesarte, Lessard-et-le-Chêne, Saint-Martin-du-Mesnil-Oury, Le Mesnil-Durand, Corbon, Notre-Dame-d'Estrées, Biéville-Quétiéville, Saint-Loup-de-Fribois, Survie, Fresnay-le-Samson, Aubry-le-Panthou, Roiville, Guerquesalles, Vimoutiers, Heurtevent, Sainte-Foy-de-Montgommery, La Chapelle-Haute-Grue, Saint-Germain-de-Montgommery, La Brévière, Lisores, Livarot, Le Mesnil-Bacley, Saint-Michel-de-Livet, Saint-Pierre-la-Rivière, Ménil-Hubert-en-Exmes.

### Bassin versant
Couvrant 437 km2, le bassin versant de la Vie est bordé à l'est par le bassin de la Touques et au sud et à l'ouest par le bassin direct de la Dives et de ses affluents, dont l'Oudon. Au nord, il avoisine un autre affluent de la Dives, la Dorette. Le confluent se situe au nord-ouest du bassin.

### Organisme gestionnaire
L'organisme gestionnaire est le SMBD ou Syndicat mixte du bassin de la Dives, sis à Saint-Pierre-sur-Dives.

## Affluents
La Vie a quarante-sept tronçons affluents référencés. Ses quatre principaux affluents de plus de 10 km de longueur sont la Viette (rg), 21 km qui conflue à Mézidon et de rang de Strahler trois, la Monne (rg), 15 km de rang de Strahler trois, l'Algot (rd), 13 km de rang de Strahler trois, la Viette (rg), 11 km qui conflue à Vimoutiers et de rang de Strahler trois.

### Rang de Strahler
Donc la Vie est de rang de Strahler quatre.

## Hydrologie
Le régime hydrologique est dit pluvial océanique.